# Mar de la Zona Austral

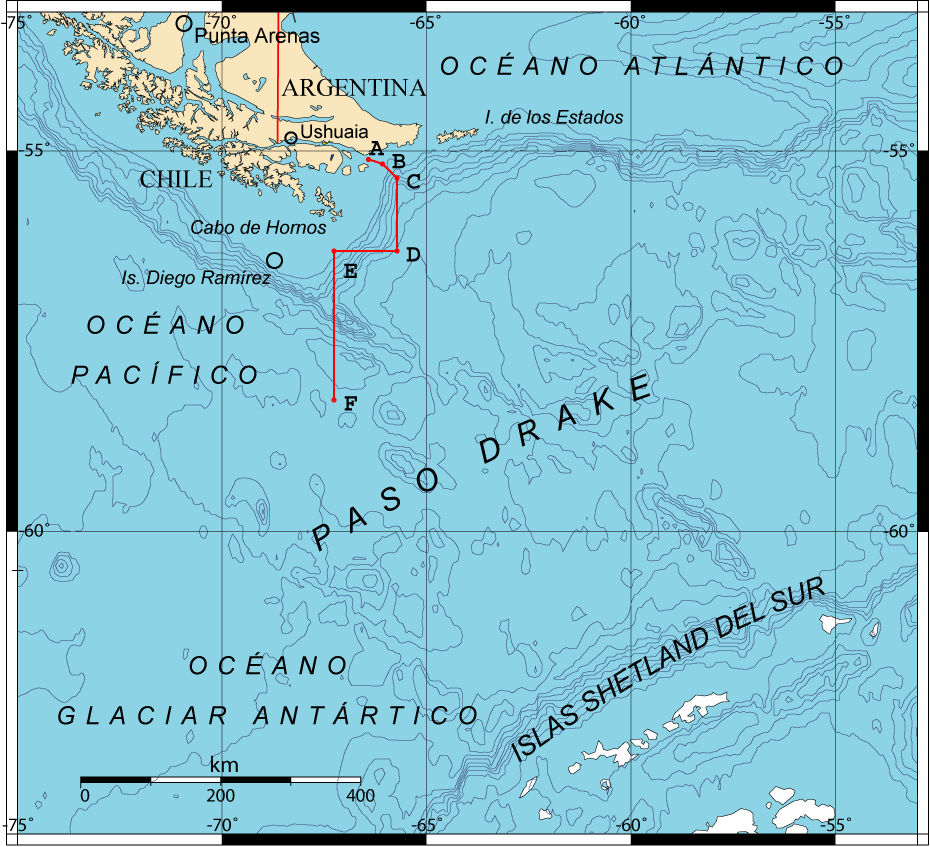
El mar de la Zona Austral mostrando los puntos de frontera marítima A, B, C, D, E y F acordados en el Tratado de Paz y Amistad de 1984 entre Argentina y Chile.

Mar de la Zona Austral es el nombre que Argentina y Chile acordaron dar al espacio marítimo de límites no clarificados al sur de la isla Grande de Tierra del Fuego que fue objeto de delimitación por el Tratado de Paz y Amistad firmado por ambos países en 1984, y que puso fin al Conflicto del Beagle o conflicto de la zona austral. 
La definición de este espacio marítimo fue por la necesidad de las partes firmantes del tratado de no mencionar el área sujeta a delimitación como parte de los océanos Atlántico o Pacífico, ya que no se pusieron de acuerdo sobre la pertenencia del área a un océano u otro. Luego de la firma del tratado en 1984, y su aprobación en 1985, el nombre mar de la Zona Austral fue prácticamente ignorado en ambos países, que siguieron utilizando sus denominaciones tradicionales en las representaciones cartográficas del área, por eso partes de él son también incluidas en el mar Argentino, en el mar presencial de Chile y en el pasaje de Drake.
El nombre no ha alcanzado ninguna relevancia internacional y la Organización Hidrográfica Internacional no ha incluido al mar de la Zona Austral dentro del proyecto de la 4.° edición de su publicación Limits of Oceans and Seas, comunicado mediante la circular CL55 del 7 de noviembre de 2001, (la 3.° edición data de 1953). En ese proyecto Chile, de acuerdo con Rusia y el Reino Unido, propuso como límite norte del pasaje de Drake la línea que une la isla Waterman, el cabo de Hornos, el cabo San Bartolomé en la isla de los Estados, y la costa sur de esta isla hasta el cabo San Juan, superponiendo áreas que claramente están dentro de lo que acordó llamar mar de la Zona Austral.

## Límites
Este espacio marítimo está definido en el artículo 9.º del Tratado de Paz y Amistad:

Las Partes acuerdan denominar Mar de la Zona Austral el espacio marítimo que ha sido objeto de delimitación en los dos artículos anteriores.

Los espacios marítimos definidos en los dos artículos anteriores son:

Artículo 7°. El límite entre las respectivas soberanías sobre el mar, suelo y subsuelo de la República Argentina y de la República de Chile en el Mar de la Zona Austral a partir del término de la delimitación existente en el Canal Beagle, esto es, el punto fijado por las coordenadas 55° 07’,3 de latitud Sur y 66° 25’,0 de longitud Oeste, será la línea que una los puntos que a continuación se indican:

A partir del punto fijado por las coordenadas 55° 07’,3 de latitud Sur y 66° 25’,0 longitud Oeste (punto A), la delimitación seguirá hacia el Sudeste una línea loxodrómica hasta un punto situado entre las costas de la Isla Nueva y de la Isla Grande de Tierra del Fuego, cuyas coordenadas son 55° 11’,0 de latitud Sur y 66° 04’,7 de longitud Oeste (punto B); desde allí continuará en dirección Sudeste en un ángulo de cuarenta y cinco grados, medido en dicho punto B, y se prolongará hasta el punto cuyas coordenadas son 55° 22’, 9 de latitud Sur y 65° 43’,6 de longitud Oeste (punto C); seguirá directamente hacia el Sur por dicho meridiano hasta el paralelo 56° 22’,8 de latitud Sur (punto D); desde allí continuará por ese paralelo situado a veinticuatro millas marinas al Sur del extremo más austral de la Isla Hornos, hacia el Oeste hasta su intersección con el meridiano correspondiente al punto más austral de dicha Isla Hornos en las coordenadas 56° 22’,8 de latitud Sur y 67° 16’,0 de longitud Oeste (punto E); desde allí el límite continuará hacia el Sur hasta el punto cuyas coordenadas son 58° 21’,1 de latitud Sur y 67° 16’,0 longitud Oeste (punto F).
 (...)

Artículo 8°. Las Partes acuerdan que en el espacio comprendido entre el Cabo de Hornos y el punto más oriental de la Isla de los Estados (...)
Tratado de Paz y Amistad entre Argentina y Chile de 1984

Los límites del mar de la Zona Austral solo fueron definidos de manera precisa en su parte norte en donde alcanza la costa sur de la isla de los Estados desde su extremo oriental, la boca sur del estrecho de Le Maire, y la costa sur de la isla Grande de Tierra del Fuego hasta la boca oriental del canal Beagle en el cabo San Pío. Al oeste llega al menos hasta la línea de bases rectas chilena —sin que se aclare si la traspasa hacia occidente— que bordea la costa sureste de la isla Nueva, los islotes Evout y Barnevelt, la isla Deceit y la isla de Hornos hasta continuar al sur por el meridiano del cabo de Hornos. El límite este no fue definido, alcanzando al menos la línea poligonal definida en el tratado entre los puntos A y E, quedando indeterminada la conexión entre el punto F de la poligonal con el punto extremo oriental de la isla de los Estados, sin que se aclare si llega hasta el borde exterior de la zona económica exclusiva argentina que fue objeto de disputa. Por el sur alcanza el punto F de la poligonal, pero no se aclara si este mar traspasa el meridiano del cabo de Hornos hacia occidente.

## Teorías del límite natural entre los océanos Atlántico y Pacífico

Mapa que muestra la propuesta presentada por la tesis denominada «Delimitación natural entre los océanos Pacífico y Atlántico Sur por la zona de Fractura Shackleton».

Los investigadores Juan Ignacio Ipinza Mayor y Cedomir Marangunic Damianovic plantean la teoría científica en que la separación de los océanos Pacífico y Atlántico "se podría confirmar a partir de la denominada Zona de Fractura Shackleton (...) el límite se encuentra entonces al este del llamado Meridiano del cabo de Hornos".
Además anteriormente se postuló la teoría de delimitación natural entre los océanos Pacífico y Atlántico Sur por el arco de las Antillas Australes.

## Disputa por la plataforma continental extendida en el Mar de la Zona Austral entre Argentina y Chile

Mapa sobre la disputa.

La Convención de las Naciones Unidas sobre el Derecho del Mar (Convemar) del 30 de abril de 1982, y que entró en vigor el 16 de noviembre de 1994, estableció el régimen de la plataforma continental en la Parte VI (artículos 76 al 85), definiendo en el artículo 76 inciso 1 lo que se entiende como plataforma continenta.
Argentina ratificó la convención el 12 de enero de 1995, entrando en vigor para ese país el 31 de diciembre de 1995.
El 25 de agosto de 1997 Chile firma y ratifica la Convención de Naciones Unidas sobre el Derecho del Mar, entrando en vigor el 24 de septiembre de 1997 para el país.
En 2009 Argentina hizo una presentación ante la Comisión de Límites de la Plataforma Continental de las Naciones Unidas, siendo aceptada en 2016 por la CONVEMAR. El mapa de la presentación incluyó los territorios en disputa con el Reino Unido como los son las islas Malvinas, Georgias y Sandwich del Sur, una medialuna al sur del mar territorial argentino definido en el tratado de 1984 con Chile, la cual era también reclamada por Chile como parte de su mar presencial, y el mar circundante a la península Antártica reclamada por los tres países mencionados. Ese mismo año, el 8 de mayo Chile presenta su Informe Preliminar a la Comisión de Límites de la Plataforma Continental de Naciones Unidas.
En 2020, la Cámara de Diputados de la Nación Argentina, aprobó por unanimidad el límite exterior de la Plataforma Continental Argentina en la Ley 27.557.
Ese mismo año, el 21 de diciembre, Chile presentó ante la Comisión de Límites de la Plataforma Continental de Naciones Unidas el informe parcial de la plataforma continental extendida en Isla de Pascua y Salas y Gómez.
En 2021 el presidente chileno Sebastián Piñera firmó el Decreto Supremo N° 95 en el que se explicita la plataforma continental al este del meridiano 67º 16' 0 como parte del área de la plataforma continental (no extendida) chilena, proyectada desde las islas Diego Ramírez, reclamando también la medialuna que Argentina considera como parte de la extensión lograda por el criterio de la plataforma continental extendida. Esto se manifestió en la Carta SHOA N°8 y motivó una respuesta de la cancillería argentina contra la medida de Chile.
En febrero de 2022 Chile entrega su segunda presentación parcial respecto de la Plataforma Continental Occidental del Territorio Chileno Antártico y en agosto del mismo año realiza las presentaciones orales de ambas presentaciones parciales en la Sesión N°55 de la Comisión de Límites de la Plataforma Continental en la ONU en Nueva York.
En 2023 Chile, a través del SHOA, pone a disposición un gráfico ilustrativo que muestra todos los espacios marítimos reclamados por el país, siendo nuevamente rechazado por Argentina.
De conformidad con lo dispuesto por el artículo 74 sobre "Delimitación de la zona económica exclusiva entre Estados con costas adyacentes o situadas frente a frente" de la Convención de las Naciones Unidas sobre el Derecho del Mar, cuando exista un tratado de delimitación marítima entre los Estados interesados, las cuestiones relativas a la delimitación de la zona económica exclusiva se resolverán por las disposiciones de ese tratado.